# Partisan Review
Partisan Review var en amerikansk politisk och litterär publikation som kom ut mellan åren 1934 och 2003.